# Мансарда
Мансарда (на френски: mansarde) е жилищно помещение на последния етаж на сграда в подпокривното пространство, таванска стая, по правило със скосен покрив. Прозорците са тип капандура или тип табакера.
Този архитектурен стил става популярен във Франция благодарение на архитекта Франсоа Мансар (François Mansart) (1598–1666), откъдето и носи името си. Мансарда в Европа (Франция, Германия и др.) означава и самото таванско или мансардно помещение, а не само формата на покрива.